# Bataille de Kidal (2012)
Pour les articles homonymes, voir Bataille de Kidal.
Guerre du Mali
Batailles
La première bataille de Kidal se déroule lors de la guerre du Mali. Le 30 mars 2012, la ville est prise par les forces rebelles du MNLA et d'Ansar Dine.

## Déroulement

### Prise de Kidal par les rebelles
Le 26 mars 2012, la ville de Kidal se retrouve encerclée par les forces indépendantistes du MNLA, ainsi que par les troupes islamistes d'Ansar Dine. Un cadre du MNLA réaffirme qu'il n'y a pas de liens entre les deux entités, mais reconnait que la situation est ambigüe. Des témoignages d'habitants de Kidal affirment cependant que les deux groupes ont mené l'opération conjointement,,. Selon les informations de l'AFP, les hommes d'Ansar Dine étaient cependant les plus nombreux.
Le MNLA affirme avoir proposé au gouverneur de Kidal et au colonel Gamou de favoriser la reddition de l'armée afin d’éviter une effusion de sang. Le 29, Kidal est attaquée par Ansar Dine et le MNLA, les Islamistes attaquent par le sud tandis que les Indépendantistes lancent l'assaut au nord,,. 
Le premier jour, l'assaut est repoussé par les soldats maliens, mais le lendemain certains miliciens touareg d'Ag Gamou, en particulier les combattants venus de Libye, désertent pour rejoindre les rebelles. Le 30, le reste des soldats, démoralisés et épuisés, abandonnent la ville.
Un militaire proche du colonel-major Elhadji Ag Gamou malien témoigne :

« Nous étions 504 hommes armés, 300 tamasheqs et 204 originaires du Sud. Depuis le 23 mars, à Kidal, les rebelles touaregs du MNLA et le groupe islamiste Ansar Dine d’Iyad Ag Ghali nous encerclaient. Le MNLA voulait que Ag Gamou regagne les rangs des rebelles, et Ag Ghali voulait carrément sa tête, pour avoir fouillé les maisons de familles Ifoghas et surtout avoir contraint le fils du puissant Amanokal de Kidal, Intalla Ag Attaher, à quitter la ville en février. (...) Nous étions fatigués, car nous avons passé la journée à repousser les rebelles et veillé toute la nuit suivante pour ne pas être surpris par une attaque. Aux environs de 7 heures du matin, certains parmi nous ont commencé à dormir, mais une heure plus tard, les premiers tirs des rebelles ont retenti du côté est de la ville. Nous n’avions plus envie de combattre. »

Le MNLA revendique la victoire,. Abdul Karim ag Matafa, le président du conseil révolutionnaire du MNLA entre dans la ville. Cependant selon des témoins, des éléments d'AQMI prennent également part aux affrontements. Après les combats, Iyad ag Ghali, chef d'Ansar Dine fait une entrée dans la ville « à la tête d'un cortège de véhicules. » Le gouverneur de la région, six autres officiels locaux, le commandant de zone de l'armée, le colonel des unités spéciales et le chef de la gendarmerie « sont détenus en sécurité » chez un chef traditionnel, selon un responsable local. 

### Retraite de l'armée malienne
Les Maliens se replient vers le sud, le colonel Alhaji Ag Gamou appelle alors Assalat Ag Habi, colonel du MNLA qui occupe la zone et lui déclare qu'il accepte son offre de rallier le MNLA en échange d’une protection contre Ansar Dine. 

« Nous sommes sortis de la ville à bord de nos BM21, BRDM et de plusieurs dizaines de 4X4 Toyota, en direction de Gao. Le lendemain, 31 mars, jour de la chute de Gao, nous étions à 150 km au sud de Kidal, lorsque plusieurs dizaines de voitures des combattants du MNLA, commandées par le même colonel Assalat Ag Habi, nous ont encerclés. Celui-ci a dit à Ag Gamou que pour circuler librement sur le territoire de l’Azawad, il devait faire officiellement allégeance au MNLA et désarmer ses militaires originaires du sud. C’est ainsi que l’idée d’appeler RFI est venue. »

Le 31 mars, le colonel Alhaji Ag Gamou déclare ainsi à Radio France internationale qu'il rejoint le MNLA,. Il s'agit cependant d'une manœuvre visant à se replier sauf avec ses troupes.
Le colonel Ag Khabi demande que les 204 soldats originaires du sud du Mali lui soient livrés comme prisonniers de guerre mais Ag Gamou refuse. Il se porte alors avec ses hommes vers le Niger, à 100 kilomètres de la frontière, il appelle le consul du Mali au Niger par téléphone satellitaire pour lui demander de préparer l’arrivée de ses hommes sud-maliens afin qu’ils puissent être rapatriés vers Bamako, via le Burkina Faso. Par la suite, Gamou se replie lui-même au Niger avec sa famille et sa milice touarègue, il fait alors savoir au gouvernement malien que son allégeance au MNLA sur RFI était une manœuvre ayant pour but de s’enfuir et qu’il est prêt à reprendre le combat.

## Bilan
À Kidal, le camp de la garde nationale est pillé et en partie incendiée, des maisons d'officiers sont également mises à sac par des habitants. Selon des témoignages locaux, les prisonniers sont cependant bien traités et Iyad Ag Ghaly donne des instructions pour que les civils ne soient pas brutalisés.
Dans une vidéo publiée le 11 juillet par Ansar Dine, le mouvement islamiste affirme avoir fait prisonnier 560 soldats maliens lors des batailles d'Aguel'hoc, de Tessalit et de Kidal. Ceux-ci ont été libérés après avoir « donné leur parole de ne plus jamais combattre la charia de l’islam. » Ce nombre est peut-être exagéré, mais le 14 avril 2012, les islamistes d'Ansar Dine relâchent 169 prisonniers militaires maliens, ainsi que 14 civils appartenant à des familles de soldats,,.